# 日日亞河
日日亞河是羅馬尼亞的河流，位於該國東北部，屬於普魯特河的右支流，河道全長275公里，流域面積5,757平方公里，河水主要來自融雪和雨水。